# Góry Czerchowskie

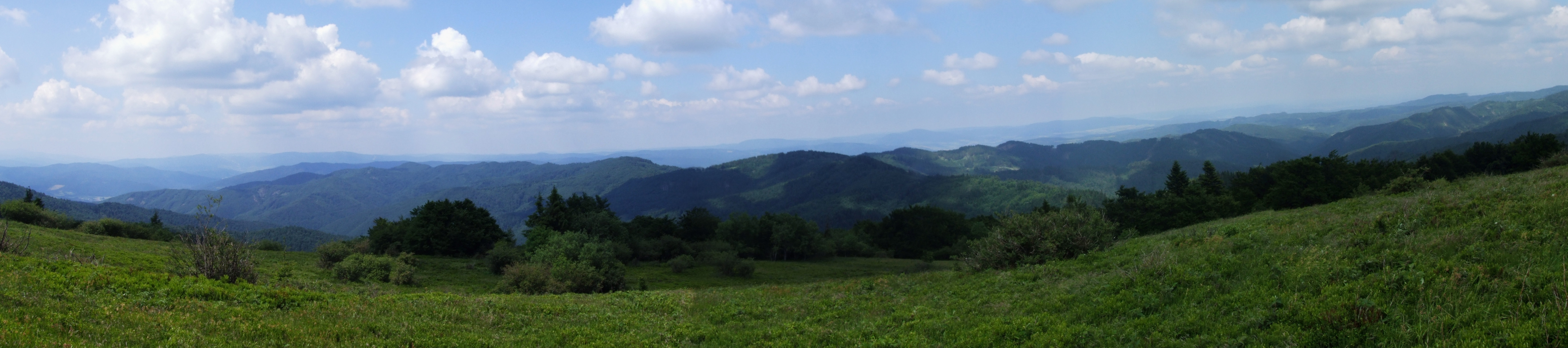
Góry Czerchowskie. Widok z Minčola

Góry Czerchowskie (513.55; słow. Čergov, ukr. Чергівські гори – Czerhiws’ki hory) – pasmo górskie we wschodniej Słowacji, w historycznym regionie Szarysz. Należy do Beskidów Zachodnich w łańcuchu Zewnętrznych Karpat Zachodnich. Najwyższy szczyt to Minčol (1157 m).

## Położenie
Pasmo Gór Czerchowskich ma kształt elipsy o dłuższej osi przebiegającej z północnego zachodu na południowy wschód. Długość pasma wynosi 29 km, maksymalna szerokość – 17 km. Od północnego zachodu Góry Czerchowskie na krótkim odcinku graniczą z polskim Beskidem Sądeckim, od północnego wschodu i wschodu – z Pogórzem Ondawskim, od południa – z Kotliną Koszycką, od południowego zachodu – z Bachureniem, od zachodu – z Górami Lewockimi. Otaczają je doliny środkowego Popradu, górnej Torysy, jej dopływu Sekčova i górnej Topli.
Przez północno-zachodnią część Gór Czerchowskich, w tym przez Minčol, Malý Minčol i Murianík biegnie główny wododział europejski, rozdzielający tu dorzecza Popradu (zlewisko Bałtyku) oraz Torysy i Topli (zlewisko Morza Czarnego).

## Geologia – morfologia
Góry Czerchowskie są zbudowane głównie z fliszu karpackiego. Budują je głównie gruboziarniste, a nawet zlepieńcowate piaskowce warstw magurskich. Od południowego zachodu towarzyszą im wapienne skalice Pienińskiego Pasa Skałkowego. Najwyższe szczyty to (od północy): Malý Minčol (1054 m), Minčol (1157 m), Veľká Javorina (1098 m), Bukový vrch (1010 m), Lysá (1068 m), Solisko (1056 m), Čergov (1050 m) i Žobrák (921 m) w głównym grzebieniu pasma oraz Stráž (740 m) na południowym krańcu pasma.
Grzbiety gór są dość zrównane, stoki strome lub bardzo strome, porozcinane licznymi, głębokimi dolinami potoków.

## Klimat
Klimat Gór Czerchowskich jest chłodny: średnie roczne temperatury wynoszą od 6 °C w dolinach do 4 °C w wyższych partiach. Najcieplejszym miesiącem jest lipiec ze średnimi temperaturami od 14 do 16 °C, najchłodniejszym styczeń ze średnimi temperaturami od –3 do –6 °C. Najwięcej godzin słonecznych ma lipiec.
Przy przeważających wiatrach zachodnich, niosących wilgoć, Góry Czerchowskie, pozostające w cieniu opadowym Tatr i Gór Lewockich, otrzymują stosunkowo niewiele opadów. Na ich ostateczną ilość i rozkład mają wpływ morfologia terenu i wysokość n.p.m. Dolina Torysy w rejonie Sabinova otrzymuje jedynie 590–630 mm opadów rocznie. Wyżej położone stoki otrzymują 650–750 mm opadów rocznie, a jedynie partie szczytowe charakteryzują się opadami powyżej 800 mm. Najbardziej deszczowymi miesiącami są czerwiec i lipiec, najmniej opadów przypada na luty.
Stosunkowo niewielka część opadów przypada na śnieg. Liczba dni z pokrywą śniegową zmienia się od 60–80 w niższych partiach gór do 80–120 w partiach szczytowych. Grubość pokrywy śnieżnej w niższych partiach wynosi ok. 30 cm, w wyższych 40 cm, w partiach szczytowych do 60 cm. Na trwałość pokrywy śnieżnej mają wpływ ciepłe z reguły wiatry znad Kotliny Panońskiej.

## Przyroda
Góry Czerchowskie są w ponad 80% pokryte lasami. Lasy te są w większości liściaste, przeważnie bukowe, poza tym występuje jawor, grab, dąb i brzoza. Z drzew iglastych rośnie tu świerk. Lasy są ostoją dla wielu gatunków zwierząt, w tym dużych ssaków. Szczytowe partie pasma pokrywają połoniny przypominające bieszczadzkie. Lasy czerchowskie ulegają w ostatnich latach masowemu wyrębowi.
Góry nie są objęte oficjalną jednostką ochrony przyrody, jest tu jednak wiele małych rezerwatów przyrody, m.in. Čergovský Minčol, Čergovská javorina, Livovská jelšina, Pramenisko Tople, Fintické svahy, Hradová hora i Kapušianský hradný vrch.

## Zagospodarowanie
Wnętrze Gór Czerchowskich jest rzadko zamieszkane – istnieje tam tylko kilka małych wsi (m.in. Lukov, Livov, Livovská Huta). Gęsto zamieszkane są natomiast obrzeża pasma – doliny otaczających je rzek są terenami osadniczymi i osiami komunikacyjnymi (drogi nr 68, 77, 73 i 545 oraz linia kolejowa z Preszowa do Nowego Sącza). Ludność tych okolic jest przeważnie rusińska.

## Turystyka i sport
Góry Czerchowskie od lat pozostają na uboczu turystyki, w tym również na skutek słabo rozwiniętej infrastruktury turystycznej. Nie są więc tłumnie odwiedzane przez turystów. Istnieje tu właściwie tylko jedno schronisko turystyczne na przełęczy pod Čergovem. Poza stosunkowo licznymi znakowanymi pieszymi szlakami turystycznymi istnieje przyzwoita sieć szlaków rowerowych.
W zimie czynne są lokalne ośrodki narciarskie Dubovica, Renčišov i Drienica oraz ośrodek na stokach Łysej. Ten ostatni dysponuje krzesełkową koleją linową, wywożącą narciarzy z doliny Drienickiego Potoku pod sam szczyt Łysej oraz 5 wyciągami narciarskimi z przyległymi trasami zjazdowymi na północnych i północno-zachodnich stokach tej góry. W tym rejonie, na stokach Łysej, znajduje się kilka górskich hoteli i kilkanaście prywatnych domków weekendowych. Prowadzi do nich wąska droga z doliny Drienicy. Większość grzbietowych szlaków letnich nadaje się doskonale do uprawiania zimą turystyki narciarskiej.

## Zabytki
Poza przyrodą gór do atrakcji turystycznych należą liczne drewniane kościoły katolickie i cerkwie greckokatolickie we wsiach u podnóży gór (m.in. Lukov, Krivé, Hervartov, Frička) oraz stosunkowo nieźle zachowane jeszcze przykłady drewnianej architektury mieszkalnej i gospodarskiej (m.in. tradycyjne drewniane spichlerze – „sypki”) w tych miejscowościach. Interesujące są ruiny zamków (m.in. Zamek Nový hrad w Hanigovcach, Zamek Kamenica w Kamenicy).